# Réserve de biosphère des Cèdres de l'Atlas
La  réserve de biosphère des Cèdres de l'Atlas est une réserve de biosphère du Maroc reconnue par l'Unesco en 2016 située dans la chaine de l'Atlas, dans les régions de Béni Mellal-Khénifra, Drâa-Tafilalet et Fès-Meknès.  
Elle possède une surface totale de 13 750,00 km² et possède une population d'environ 1 million d'habitants. La réserve englobe les parcs nationaux d'Ifrane, de Khénifra et partiellement celui du Haut Atlas Oriental.  
Elle est gérée par le Haut Commissariat aux Eaux et Forêts et à la Lutte Contre la Désertification.
La réserve porte le nom du cèdre Cedrus atlantica manetti.

## Description
- Surface totale : 1 375 000 ha
- Aire centrale : 130 000 ha
- Zone tampon : 895 000 ha
- Zone de transition : 350 000 ha

## Biodiversité
La réserve est le foyer de 75 % de la population mondiale du cèdre Cedrus atlantica manetti. 
La réserve est également le refuge d'espèces menacées telles que le macaque de Barbarie, le serval, la gazelle de Cuvier, voire fortement menacées d'extinction dans le cas du léopard de Barbarie. 